# Macromitrium caldense
Macromitrium caldense är en bladmossart som beskrevs av Johan Ångström 1876. Macromitrium caldense ingår i släktet Macromitrium och familjen Orthotrichaceae. Inga underarter finns listade i Catalogue of Life.